# FCM36
Легкий танк супроводу FCM 36 (фр. Char léger d'accompagnement FCM 36) — французький легкий танк 1930-х років. Розроблений в 1934 році для супроводу піхоти. У масове виробництво танк не пішов, було випущено всього 100 одиниць в 1936 році. Під час Другої світової війни в 1940 році FCM 36 використовувалися обмежено та після капітуляції Франції майже всі були захоплені німецькими військами і були згодом ними використані для створення самохідних гармат.

## Машини на базі FCM 36
- 7,5-см РАК 40 (Sf), (Marder I) — протитанкова САУ на базі FCM 36, озброєна 75-мм гарматою Pak 40, переобладнано 24 машини
- 10.5cm leFH 16/18 (Sf) auf Gw FCM (f)  — самохідна 105-мм гаубиця на базі FCM 36, переобладнано 24 машини